# Turquestein-Blancrupt
Turquestein-Blancrupt település Franciaországban, Moselle megyében. Lakosainak száma 11 fő (2022. január 1.). Turquestein-Blancrupt Grandfontaine, Bertrambois, Val-et-Châtillon, Lafrimbolle, Métairies-Saint-Quirin, Saint-Quirin és Wisches községekkel határos.

## Népesség
A település népessége az elmúlt években az alábbi módon változott:
| Lakosok száma | 16   | 18   | 14   | 12   | 11   | 11   | 10   | 11   |
|               | 2013 | 2015 | 2017 | 2018 | 2019 | 2020 | 2021 | 2022 |